# Яковлев, Борис Иванович
Бори́с Ива́нович Я́ковлев (4 января 1884, Казань — 14 апреля 1963, Москва) — русский и советский скульптор, работал большей частью в области станковой скульптуры. Доктор искусствоведения, педагог. Лауреат Сталинской премии второй степени за 1945 год (присуждена в 1946 году).

## Биография
Б. И. Яковлев родился в 1884 году в Казани. В 1911 году окончил Императорский Санкт-Петербургский университет, в 1917 году — Высшее художественное училище при Академии художеств в Санкт-Петербурге. Ученик Г. Р. Залемана и В. А. Беклемишева. Некоторое время до революции жил в Италии.
После революции в связи с хорошим знанием итальянского языка занимал должность консула Советской России в итальянском городе Чивитавеккья.
Некоторые работы в области станковой скульптуры: «Скорбь» (1910-е годы), «Персей с головой Медузы» (1917), бюсты В. В. Воровского (1924) и Богдана Хмельницкого, «Женская голова» (1927), «На страже» (1929), «Голова красноармейца» (1932), «И. В. Сталин». Участник многих выставок. Автор ряда проектов памятников.
В 1940-х годах принимал участие во внутреннем архитектурном оформлении Мавзолея В. И. Ленина, в том числе в работах по созданию нового стеклянного саркофага. После возвращения в 1945 году тела Ленина из эвакуации саркофаг К. С. Мельникова был заменён на саркофаг по проекту А. В. Щусева и Б. И. Яковлева.
Профессор с 1917 года. В 1920—1930 годах преподавал в Одесском художественном институте. В начале 1930-х годов руководил студией повышения квалификации скульпторов в Ленинграде (среди его учеников в этот период можно выделить Е. В. Вучетича). С середины 1930-х годов жил в Москве. Профессор Московского художественного института.
Борис Иванович Яковлев умер в Москве в 1963 году. Похоронен на Новодевичьем кладбище (участок 4, ряд 5).

## Участие в выставках
- Конкурсная выставка в ИАХ — «Скорбь»
- 1917 — Отчётная выставка ИАХ — «Персей с головой Медузы»
- 1927 — Всеукраинская юбилейная выставка, посвящённая 10-летию Октября (Киев—Одесса)
- 1929 — Вторая Всеукраинская выставка Наркомпроса УССР (Харьков)
- 1932 — Юбилейная выставка «Художники РСФСР за XV лет» (Ленинград) — фарфоровая пластика: «Пилав» («Узбек с пиалой»)➤, «Голова красноармейца»➤, «Красноармеец на коне»

## Награды и премии
- Лауреат Сталинской премии в области литературы и искусства второй степени за 1945 год (раздел «Архитектура»; постановление Совета Министров СССР опубликовано 27 июня 1946 года), совместно с Щусевым А. В., Горбачёвым Н. В., Майзелем С. О. и Федотовым Н. Д. — «за внутреннее архитектурное оформление Мавзолея В. И. Ленина»

## Портреты
Известные портреты Б. И. Яковлева:
- кисти Василия Зверева (1916, холст, масло, 102×78 см, Государственная Третьяковская галерея, Москва)[6]
- кисти Алексея Шовкуненко (1944, акварель, Музей украинского изобразительного искусства, Киев)[7]
- кисти Александра Герасимова (1950, холст, масло, 125×100 см, Государственный Русский музей, Санкт-Петербург)[8]. Как писал искусствовед Бродский про эту картину, художник в ней раскрывает «пытливый и острый ум, горячую заинтересованность делом, живость и непосредственность характера» скульптора Яковлева, «перед нами живой собеседник, „схваченный“ в момент непринужденного разговора»[9]➤.

## Семья
- Первая жена — Екатерина Львовна Кекушева[10] (1901—?), дочь архитектора Льва Кекушева, во втором замужестве за актёром Сергеем Сергеевичем Топлениновым. По легенде, в доме Топлениновых Булгаков написал «Собачье сердце», а Екатерина Львовна была одним из прообразов Маргариты[11].
- Вторая жена — Надежда Павловна Яковлева (урождённая Чернышевская, 1909—1944), актриса[1]. Похоронена на Новодевичьем кладбище (участок 4, ряд 5)[1].